# Kraje katalońskie

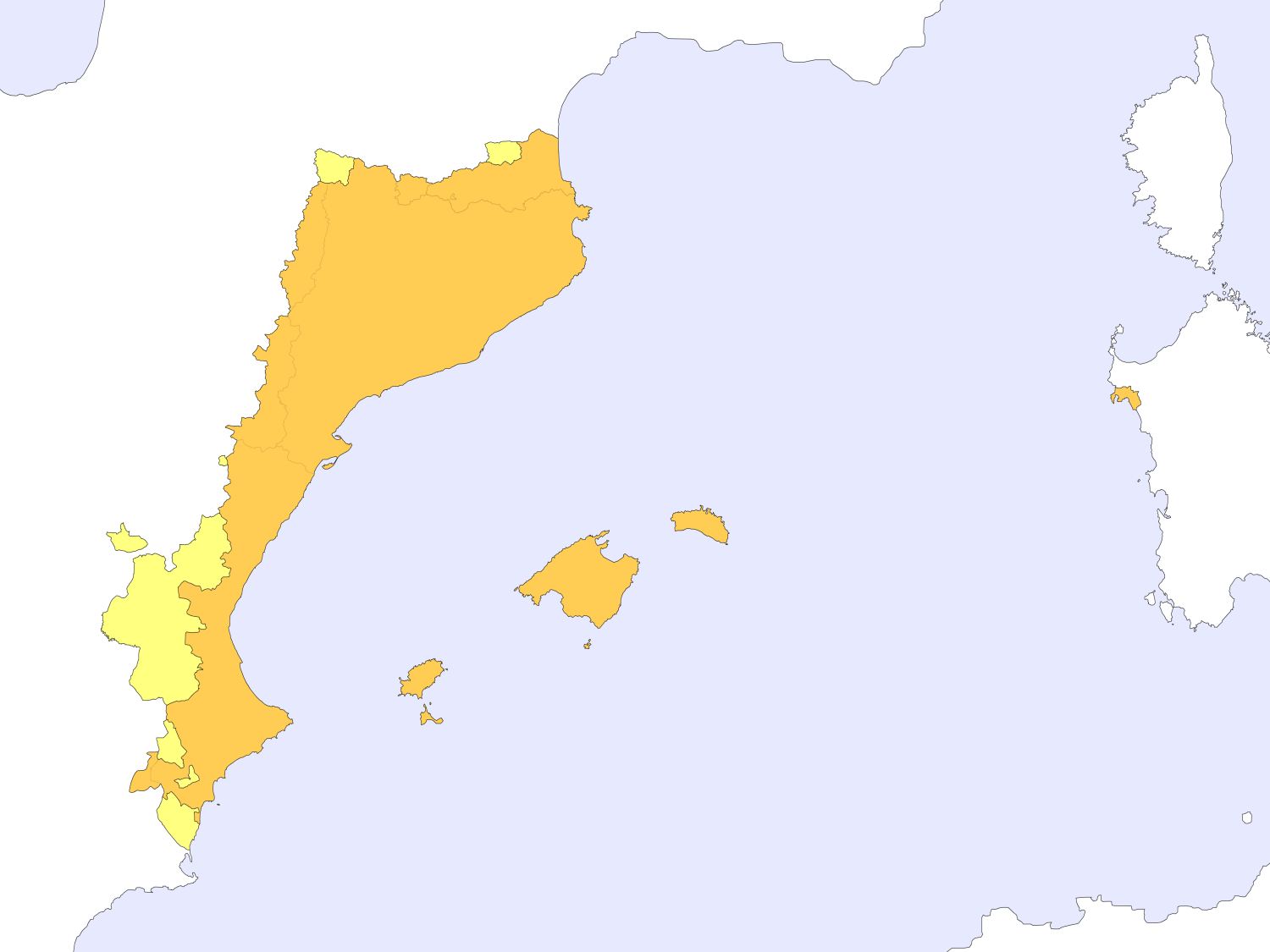
Ekspansja języka katalońskiego na pograniczu hiszpańsko-francuskim – kolor ciemnopomarańczowy

Kraje katalońskie (kat. Països Catalans [pəˈizus kətəˈɫaŋs], skrót PPCC) – określenie ogółu krain i obszarów, których miejscowa ludność posługuje się językiem katalońskim, lub które składają się na historyczną strefę przewagi języka katalońskiego (predomini català). Położone są w północno-zachodniej części basenu Morza Śródziemnego i w większości należą do Hiszpanii.
Są to:

Wielka Katalonia na tle Półwyspu Iberyjskiego

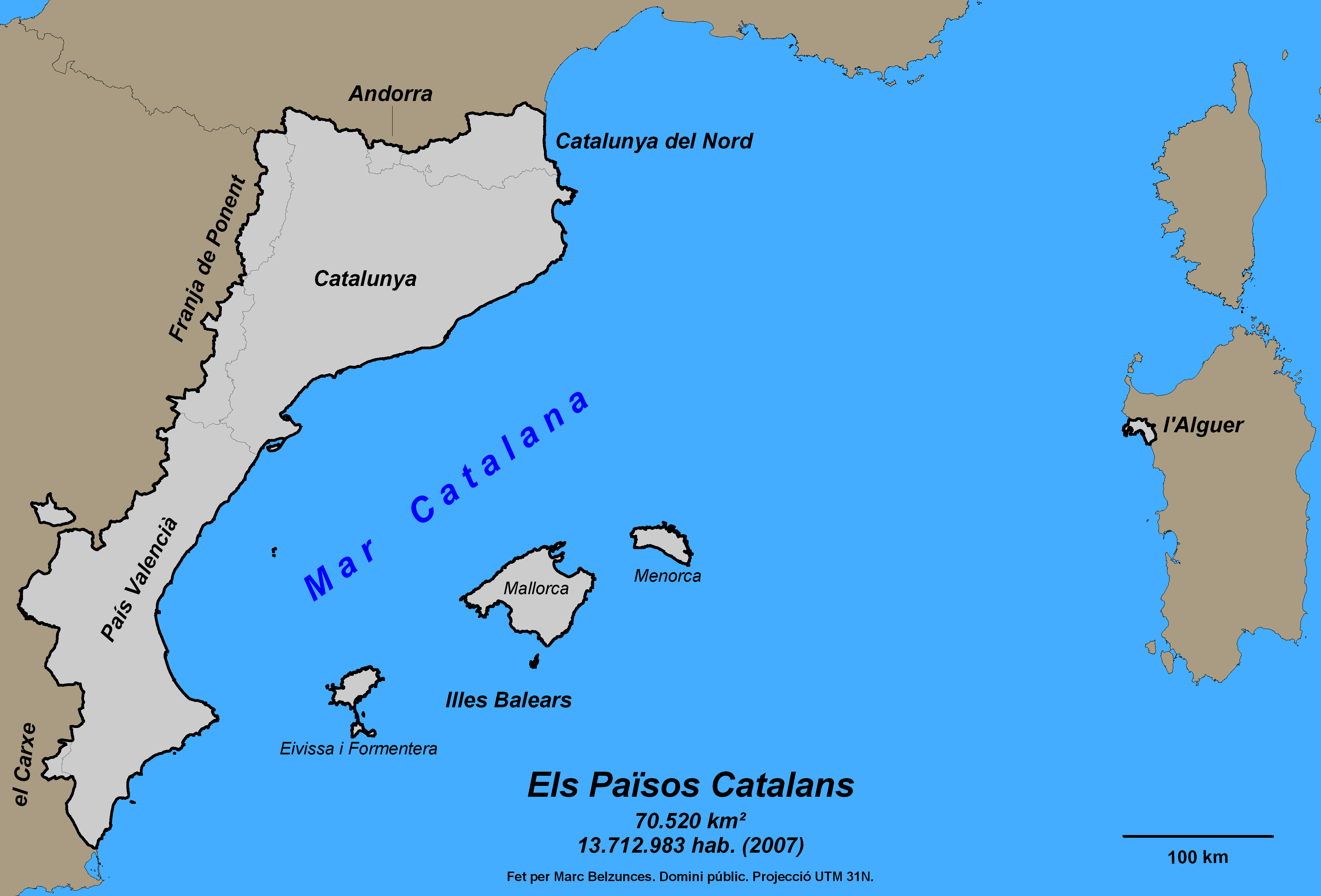
Położenie krajów katalońskich

1. Katalonia (kat. Catalunya) – wspólnota autonomiczna w Hiszpanii, z wyjątkiem oksytańskojęzycznej comarki Vall d’Aran/Val d’Aran
2. Andora (Andorra) – państwo w Pirenejach
3. Pas Zachodni (Franja de Ponent) – pas wzdłuż wschodniej granicy wspólnoty autonomicznej Aragonii w Hiszpanii, oprócz północnej części tego regionu, w której dominuje język aragoński
4. Baleary (Illes Balears) – archipelag na Morzu Śródziemnym, wspólnota autonomiczna Hiszpanii
5. Walencja (València) – północna i przybrzeżna część (tzw. predomini lingüístic català określone według stanu z XIX wieku) tej wspólnoty autonomicznej w Hiszpanii (pozostała część jest hiszpańskojęzyczna)
6. Katalonia Północna (Catalunya del Nord) – większa, południowa część departamentu Pireneje Wschodnie we Francji
7. Alghero (Alguer) – miasto na Sardynii, należącej do Włoch
8. Carche (Carxe) – niewielka część wspólnoty autonomicznej Murcja w Hiszpanii

Kraje katalońskie zamieszkuje ok. 13 mln mieszkańców, z czego ok. 9 mln deklaruje przynajmniej bierną znajomość katalońskiego. Aktywną znajomość katalońskiego w mowie i piśmie deklaruje ponad 75% mieszkańców pierwszych 4 terytoriów, w pozostałych odsetek ten jest mniejszy.
Język kataloński jest jedynym urzędowym w Andorze oraz współurzędowym (wraz z hiszpańskim) w Katalonii (tu w najlepszej pozycji), na Balearach i w Walencji. Jest również uznany za lokalny w Alguerze i niektórych comarkach Pasa Zachodniego (inne są oficjalnie hiszpańskojęzyczne). W Katalonii Północnej kataloński został uznany za część dziedzictwa regionalnego, jednak nie ma żadnego statusu urzędowego.
Kraje katalońskie łączy nie tylko język, ale również historia. Wszystkie one należały w średniowieczu do korony aragońskiej i posiadały wówczas zbliżony system administracyjny i prawny.

## Flagi krajów katalońskich

Andora
Aragonia i La Franja
Baleary
Katalonia
Roussillon
Walencja, Predomini i El Carche
Kraje katalońskie